# Tragia vogelii
Tragia vogelii är en törelväxtart som beskrevs av Ronald William John Keay. Tragia vogelii ingår i släktet Tragia och familjen törelväxter. Inga underarter finns listade i Catalogue of Life.